# Pheia sandix
Pheia sandix là một loài bướm đêm thuộc phân họ Arctiinae, họ Erebidae.